# 함안 고려동 유적지
함안 고려동 유적지(咸安 高麗洞 遺蹟址)는 대한민국 경상남도 함안군 산인면 모곡리에 있는 조선시대의 유적지이다. 1982년 8월 2일 경상남도의 기념물 제56호 고려동유적지으로 지정되었다가, 2018년 12월 20일 현재의 명칭으로 변경되었다.

## 개요
고려 후기 성균관 진사 이오(李午) 선생이 고려가 망하고 조선왕조가 들어서자 고려에 대한 충절을 지키기로 결심하고 이곳에 거처를 정한 이후 대대로 그 후손들이 살아온 장소이다.
이오는 이곳에 담장을 쌓고 고려 유민의 거주지임을 뜻하는 ‘고려동학(高麗洞壑)’이라는 비석을 세워 논과 밭을 일구어 자급자족을 하였다. 그는 아들에게도 조선왕조에 벼슬하지 말 것과 자기가 죽은 뒤라도 자신의 신주를 이곳을 떠나 다른 곳으로 옮기지 말도록 유언하였다. 그의 유언을 받든 후손들은 19대 600여 년에 이르는 동안 이곳을 떠나지 않았고, 이에 고려동이라는 이름으로 오늘까지 이어 오고 있다.
현재 마을 안에는 고려동학비, 고려동담장, 고려종택, 자미단, 고려전답 3,000여 평, 자미정, 율간정, 복정들이 있다. 후손들이 선조의 유산을 소중히 가꾸면서 벼슬길에 나아가기 보다는 자녀의 교육에 전념함으로써 학덕과 절의로 이름있는 인물들이 많이 배출되었다.

## 현지 안내문
고려 말에 성균관의 진사였던 이오 선생은 고려가 망하고 조선 왕조가 들어서자 고려의 유민으로 절의를 지키기로 결심하고 백일홍이 만발한 이곳을 택하여 담을 쌓고 거처를 정하였다. 그리고 고려 유민의 거주지임을 뜻하는 고려동학이란 비석을 세웠다. 여기에서 담안 혹은 장내라고 하는 마을 이름이 생겨났다.
세상은 세상을 떠날 때까지 조선 왕조에서 벼슬을 하지 않았고, 아들에게도 새 왕조에서 벼슬하지 말 것과 신주를 다른 곳으로 옮기지 말 것을 당부하였다. 그리고 담 안에 주거와 우물 전담 등을 마련함으로써 후손들이 자급자족할 수 있는 터를 닦았다. 이후 선생의 유지를 받들어 후손들은 600년이 넘게 이곳에서 살아왔고 고려동이라흔 이름도 전하고 있다. 현재 이 마을에는 재령 이씨 후손 30여호과 모여 살면서 선조의 뜻을 기리고 있다. 마을 안에는 고려동학표비, 고려동 담장, 고려종택, 자미단, 고려전 3,000여 평, 자미정, 율간정, 복정 등이 있었으나, 이들 건물은 한국전쟁 동안에 대부분 소실되었으나, 이후 복원되었다. 호상공의 생가로 알려진 주택만이 제 모습을 지키고 있으나, 그마저 200여년 전의 것이라고 한다.

## 복정
종부가 시어머니를 위해서 기도를 하니 우물 속에서 전복이 나와서 시어머니께 음식으로 해드렸다고 해서 우물의 이름을 복정이라고 했다고 전한다.

## 같이 보기
- 재령 이씨
- 동학

## 참고 자료
- 함안 고려동 유적지 - 국가유산청 국가유산포털